# Centrum Projektów Europejskich
Centrum Projektów Europejskich (CPE) – państwowa jednostka budżetowa podlegająca Ministerstwu Infrastruktury i Rozwoju, która realizuje zadania w zakresie wdrażania programów współpracy międzyregionalnej, transgranicznej i transnarodowej Unii Europejskiej takich jak programy Europejskiej Współpracy Terytorialnej (EWT), Europejskiego Instrumentu Sąsiedztwa i Partnerstwa (EISP), Programu Operacyjnego Kapitał Ludzki (POKL) oraz innych zadań współfinansowanych ze środków Unii Europejskiej. 
Jednostka została utworzona 1 stycznia 2009 r. na podstawie Zarządzenia Nr 16 Ministra Rozwoju Regionalnego z dnia 15 grudnia 2008 r. 

## Zakres działania
Centrum podlega ministrowi właściwemu ds. rozwoju regionalnego i realizuje powierzone przez niego powierzone:
- Prowadzenie wspólnych sekretariatów technicznych programów współpracy transgranicznej w ramach Europejskiej Współpracy Terytorialnej oraz Europejskiego Instrumentu Sąsiedztwa, dla których Wspólną Instytucją Zarządzającą jest Ministerstwo Rozwoju
- Pełnienie funkcji Kontrolera pierwszego stopnia w programach współpracy międzyregionalnej i transnarodowej Interreg 2014-2020 oraz Kontrolnego Punktu Kontaktowego w ramach Programów Współpracy Transgranicznej Polska-Rosja 2014-2020 oraz Polska-Białoruś-Ukraina 2014-2020
- Pełnienie funkcji Instytucji Pośredniczącej dla Działania 4.3 (współpraca ponadnarodowa) w ramach Programu Operacyjnego Wiedza Edukacja Rozwój na lata 2014-2020
- Prowadzenie Centralnego Punktu Informacyjnego Funduszy Europejskich oraz podnoszenie jakości obsługi w Punktach Informacyjnych Funduszy Europejskich poprzez organizację szkoleń i systemu testowania wiedzy pracowników sieci PIFE.